# Cantó de Gourbeyre
El cantó de Gourbeyre és una antiga divisió administrativa francesa situada al departament de Guadalupe a la regió de Guadalupe. Va desaparèixer després que el govern francès reorganitzés la divisió cantonal el març de 2015. Des d'aleshores s'ha integrat en el cantó de Trois-Rivières.

## Composició
El cantó comprenia la comuna de Gourbeyre.

## Administració
| Període                                  | Identitat              | Partit                    | Qualitat |
| ---------------------------------------- | ---------------------- | ------------------------- | --- |
| 1985-1994                                | Lucette Michaux-Chevry | DVG puis RPR              | Alcaldessa de Gourbeyre (1987-1995) Diputada (1986, 1988-1993) Secretària d'Estat (1986-1988) Ministre (1993-1995) President del Consell Regional (1992-2004) |
| 1994-2001                                | Luc Adémar             | DVD                       | |
| 2001-2008                                | Serge Zou              | Objectif Guadeloupe – UMP | |
| 2008-2015                                | Luc Adémar             | DVD                       | Alcalde de Gourbeyre des de 2008 |
| Les dades anteriors no són pas conegudes |                        |                           | |